# 則元由庸
則元 由庸（のりもと なおつね、1862年3月21日〈文久2年2月21日〉 – 1931年〈昭和6年〉8月6日）は、日本の政治家、弁護士。勲等は勲三等。位階は従五位。

## 略歴
熊本市生まれ。明治法律学校（現・明治大学）中退。
長崎県で弁護士を開業し、1899年（明治32年）長崎市会議員となった。1901年（明治34年）3月11日から1908年（明治41年）1月14日までと、1909年（明治42年）1月21日から1910年（明治43年）4月8日までの2度に亘り、市会議長を務める。
また、国政にも進出し、1912年（明治45年）に衆議院議員となり、以後、立憲民政党などから計7回当選する。
1917年（大正6年）に長崎日日新聞社長に就任した。そのほか、九州鉄道や九州瓦斯の取締役、長崎電灯の監査役となった。
1931年、死去。70歳。